# Marbach (Marburg)
Marbach (umgangssprachlich die Marbach genannt) ist ein Stadtteil der Universitätsstadt Marburg im mittelhessischen Landkreis Marburg-Biedenkopf.

## Geographische Lage
Marbach liegt westlich der Marburger Kernstadt in einem engen Talkessel, der in den Marburger Rücken eingetieft ist. Der Ortsname Marbach ist vom gleichnamigen Bach abgeleitet, der am östlichen Ortsrand als Ketzerbach weiterfließt und in der Lahn mündet. Der Bach ist zurzeit großteils verrohrt und mit Straßen überbaut. Der Name Marbach weist auf die frühere Grenze (Mark) zwischen den Territorien der Thüringer Landgrafen und Kurmainz hin.

## Geschichte

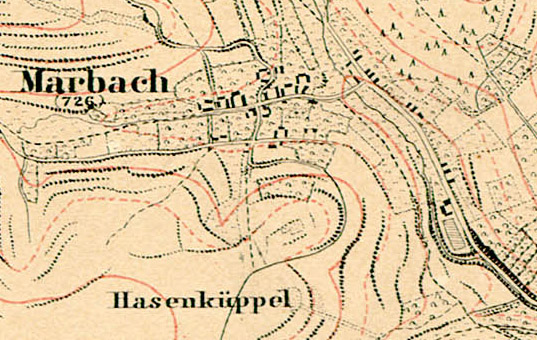
Topografische Karte 1857

### Ortsgeschichte
Die älteste bekannte schriftliche Erwähnung von Marbach erfolgte unter dem Namen Martpach im Jahr 1280 in einer Urkunde der Deutschordensballei Hessen. Im Salbuch (Erbregister) des Amtes Marburg von 1374 ist Marbach neben Ockershausen, Wehrda und Cappel als Hausdorf der Landgrafen von Hessen erwähnt. Dies bedeutet, dass die Einwohner dieser vier dem Marburger Schloss am nächsten gelegenen Dörfer dem Landesherren zu zusätzlichen Hand- und Spanndiensten verpflichtet waren.
Im 19. Jahrhundert wurde in Marbach ein vergleichsweise bescheidener Kurbetrieb aufgenommen. Der Ort wurde zu einem Ausflugsziel in der Nähe der Stadt Marburg. Selbst Persönlichkeiten wie die Gebrüder Grimm besuchten Marbach. Nach der Ansiedlung pharmazeutischer Industrie wurde Marbach zu einer der wohlhabendsten Gemeinden Hessens. Im Gegensatz zu den meisten umliegenden Dörfern hatte Marbach lange Zeit keine eigene Kirche. Die evangelische Markuskirche wurde erst 1962 erbaut und 1964 eingeweiht. 2004 wurde die Kirche umgebaut und unter anderem mit einem Aufzug ausgestattet.
Hessische Gebietsreform (1970–1977)
Zum 1. Juli 1974 wurde die Gemeinde Marbach im Zuge der Gebietsreform in Hessen mit den am 31. Dezember 1971 eingemeindeten Orten Michelbach und Dagobertshausen mit etwas mehr als 4000 Einwohnern kraft Landesgesetz in die Stadt Marburg eingemeindet. Dadurch wurden auch die zum 31. Dezember nach Marbach eingliederten  Gemeinden Michelbach und Dagobertshausen Stadtteile von Marburg. Für diese Stadtteile wurde je ein Ortsbezirk eingerichtet.

### Verwaltungsgeschichte im Überblick
Die folgende Liste zeigt die Staaten und Verwaltungseinheiten, denen Marbach angehört(e):
- vor 1567: Heiliges Römisches Reich, Landgrafschaft Hessen, Amt Marburg[9]
- ab 1567: Heiliges Römisches Reich, Landgrafschaft Hessen-Marburg, Amt Marburg[10]
- 1604–1648: Heiliges Römisches Reich, strittig zwischen Landgrafschaft Hessen-Darmstadt und Landgrafschaft Hessen-Kassel (Hessenkrieg), Amt Marburg
- ab 1648: Heiliges Römisches Reich, Landgrafschaft Hessen-Kassel, Amt Marburg
- 1787: Heiliges Römisches Reich, Landgrafschaft Hessen-Kassel, Amt Marburg
- ab 1806: Landgrafschaft Hessen-Kassel, Amt Marburg
- 1807–1813: Königreich Westphalen,[Anm. 2] Departement der Werra, Distrikt Marburg, Kanton Marburg
- ab 1815: Kurfürstentum Hessen,[Anm. 3] Amt Marburg[11]
- ab 1821: Kurfürstentum Hessen, Provinz Oberhessen, Kreis Marburg[12][Anm. 4]
- ab 1848: Kurfürstentum Hessen, Bezirk Marburg
- ab 1851: Kurfürstentum Hessen, Provinz Oberhessen, Kreis Marburg
- ab 1867:  Königreich Preußen,[Anm. 5] Provinz Hessen-Nassau, Regierungsbezirk Kassel, Kreis Marburg
- ab 1871: Deutsches Reich,  Königreich Preußen, Provinz Hessen-Nassau, Regierungsbezirk Kassel, Kreis Marburg
- ab 1918: Deutsches Reich (Weimarer Republik), Freistaat Preußen, Provinz Hessen-Nassau, Regierungsbezirk Kassel, Kreis Marburg
- ab 1944: Deutsches Reich, Freistaat Preußen, Provinz Kurhessen, Landkreis Marburg
- ab 1945: Amerikanische Besatzungszone,[Anm. 6] Groß-Hessen, Regierungsbezirk Kassel, Landkreis Marburg
- ab 1946: Amerikanische Besatzungszone, Hessen, Regierungsbezirk Kassel, Landkreis Marburg
- ab 1949: Bundesrepublik Deutschland, Hessen, Regierungsbezirk Kassel, Landkreis Marburg
- ab 1974: Bundesrepublik Deutschland, Hessen, Regierungsbezirk Kassel, Landkreis Marburg-Biedenkopf, Stadt Marburg[Anm. 7]
- ab 1981: Bundesrepublik Deutschland, Hessen, Regierungsbezirk Gießen, Landkreis Marburg-Biedenkopf, Stadt Marburg

### Gerichte seit 1821
Mit Edikt vom 29. Juni 1821 wurden in Kurhessen Verwaltung und Justiz getrennt. In Marburg wurde der Kreis Marburg für die Verwaltung eingerichtet und das Landgericht Marburg war als Gericht in erster Instanz für Marbach zuständig. 1850 wurde das Landgericht in Justizamt Marburg umbenannt. Nach der Annexion Kurhessens durch Preußen 1866 erfolgte am 1. September 1867 die Umbenennung des bisherigen Justizamtes in Amtsgericht Marburg. Auch mit dem Inkrafttreten des Gerichtsverfassungsgesetzes von 1879 blieb das Amtsgericht unter seinem Namen bestehen.

## Bevölkerung

### Einwohnerstruktur 2011
Nach den Erhebungen des Zensus 2011 lebten am Stichtag dem 9. Mai 2011 in Marbach 3162 Einwohner. Darunter waren 169 (5,3 %) Ausländer.
Nach dem Lebensalter waren 447 Einwohner unter 18 Jahren, 1593 zwischen 18 und 49, 519 zwischen 50 und 64 und 606 Einwohner waren älter. Die Einwohner lebten in 1659 Haushalten. Davon waren 732 Singlehaushalte, 447 Paare ohne Kinder und 273 Paare mit Kindern, sowie 111 Alleinerziehende und 96 Wohngemeinschaften. In 285 Haushalten lebten ausschließlich Senioren und in 1233 Haushaltungen leben keine Senioren.

### Einwohnerentwicklung
| Quelle: Historisches Ortslexikon | |
| • 1577:                          | 16 Hausgesesse                                                                                           |
| • 1630:                          | 15 Mannschaften, 2 Witwen (5 zweispännige, 1 einspännige Ackerleute, 9 Einläuftige).                     |
| • 1681:                          | 13 hausgesessene Mannschaften                                                                            |
| • 1747:                          | 24 Haushalte                                                                                             |
| • 1838:                          | 284 Einwohner (Familien: 23 nutzungsberechtigte, 17 nicht nutzungsberechtigte Ortsbürger, 14 Beisassen). |

| Marbach: Einwohnerzahlen von 1765 bis 2019 | Marbach: Einwohnerzahlen von 1765 bis 2019 | Marbach: Einwohnerzahlen von 1765 bis 2019 | Marbach: Einwohnerzahlen von 1765 bis 2019 | Marbach: Einwohnerzahlen von 1765 bis 2019 |
| --- | ------------------------------------------ | ------------------------------------------ | ------------------------------------------ | ------------------------------------------ |
| Jahr |                                            |                                            |                                            | Einwohner                                  |
| 1765 | 1765                                       |                                            | 129                                        | 129                                        |
| 1800 | 1800                                       |                                            | ?                                          | ?                                          |
| 1834 | 1834                                       |                                            | 257                                        | 257                                        |
| 1840 | 1840                                       |                                            | 267                                        | 267                                        |
| 1846 | 1846                                       |                                            | 280                                        | 280                                        |
| 1852 | 1852                                       |                                            | 296                                        | 296                                        |
| 1858 | 1858                                       |                                            | 258                                        | 258                                        |
| 1864 | 1864                                       |                                            | 260                                        | 260                                        |
| 1871 | 1871                                       |                                            | 262                                        | 262                                        |
| 1875 | 1875                                       |                                            | 268                                        | 268                                        |
| 1885 | 1885                                       |                                            | 313                                        | 313                                        |
| 1895 | 1895                                       |                                            | 303                                        | 303                                        |
| 1905 | 1905                                       |                                            | 388                                        | 388                                        |
| 1910 | 1910                                       |                                            | 439                                        | 439                                        |
| 1925 | 1925                                       |                                            | 526                                        | 526                                        |
| 1939 | 1939                                       |                                            | 725                                        | 725                                        |
| 1946 | 1946                                       |                                            | 1.125                                      | 1.125                                      |
| 1950 | 1950                                       |                                            | 1.218                                      | 1.218                                      |
| 1956 | 1956                                       |                                            | 1.403                                      | 1.403                                      |
| 1961 | 1961                                       |                                            | 1.655                                      | 1.655                                      |
| 1967 | 1967                                       |                                            | 2.260                                      | 2.260                                      |
| 1977 | 1977                                       |                                            | ?                                          | ?                                          |
| 1991 | 1991                                       |                                            | 3.152                                      | 3.152                                      |
| 1995 | 1995                                       |                                            | 3.420                                      | 3.420                                      |
| 2000 | 2000                                       |                                            | 3.292                                      | 3.292                                      |
| 2005 | 2005                                       |                                            | 3.241                                      | 3.241                                      |
| 2010 | 2010                                       |                                            | 3.434                                      | 3.434                                      |
| 2011 | 2011                                       |                                            | 3.162                                      | 3.162                                      |
| 2015 | 2015                                       |                                            | 3.245                                      | 3.245                                      |
| 2019 | 2019                                       |                                            | 3.354                                      | 3.354                                      |
| Datenquelle: Historisches Gemeindeverzeichnis für Hessen: Die Bevölkerung der Gemeinden 1834 bis 1967. Wiesbaden: Hessisches Statistisches Landesamt, 1968. Weitere Quellen: LAGIS; Stadt Marburg:1987–1998, 1999–2003, 2005–2010,2011–2015, 2019:; Zensus 2011 |                                            |                                            |                                            |                                            |

### Historische Religionszugehörigkeit
| Quelle: Historisches Ortslexikon |                                                                      |
| • 1861:                          | 0255 evangelisch-lutherische Einwohner                               |
| • 1885:                          | 0309 evangelische (= 98,72 %), 4 katholische (= 1,28 %) Einwohner    |
| • 1961:                          | 1389 evangelische (= 83,93 %), 185 katholische (= 11,18 %) Einwohner |
| • 1987:                          | 1839 evangelische (= 60,2 %), 523 katholische (= 17,1 %) Einwohner   |

### Erwerbstätigkeit
| Quelle: Historisches Ortslexikon | |
| • 1765:                          | Erwerbspersonen: vier Leineweber, zwei Wagner, ein Schneider, ein Pottaschensieder, ein Maurer, ein Müller, drei Tagelöhner.           |
| • 1838:                          | Familien: 18 Ackerbau, 2 Gewerbe, 24 Tagelöhner.                                                                                       |
| • 1961:                          | Erwerbspersonen: 44 Land- und Forstwirtschaft, 330 Produzierendes Gewerbe, 125 Handel und Verkehr, 175 Dienstleistungen und Sonstiges. |

## Politik

### Ortsbeirat
- Grüne: 4
- SPD: 2
- FDP: 1
- CDU: 2

Für den Stadtteil Marbach besteht ein Ortsbezirk mit Ortsbeirat und Ortsvorsteher nach der Hessischen Gemeindeordnung. Er umfasst das Gebiet der ehemaligen Gemeinde Marbach. Für die Sitzverteilung siehe die nebenstehende Grafik. Der Ortsbeirat wählte Jürgen Muth (CDU) zum Ortsvorsteher.

## Bürgerverein
Im Ort gibt es einen Marbacher Bürgerverein e. V., der sich um das Gemeinschaftsleben im Stadtteil kümmert. Er gibt auch die Marbacher Nachrichten heraus, wovon im Dezember 2009 die Ausgabe 39 erschien.

## Wirtschaft und Infrastruktur

### Öffentliche Einrichtungen
Die Stadt Marburg unterhält heute in Marbach neben der GSM (Grundschule Marbach) ein Bürgerhaus mit Verwaltungsaußenstelle. Das Hallenbad Europabad wurde 2006 geschlossen.

### Behringwerke
Emil von Behring gründete in Marbach 1904 eine pharmazeutische Fabrik zur Herstellung eines Serums gegen Diphtherie. Die Behringwerke gelangten 1952 an die Hoechst AG, waren zeitweilig einer der weltgrößten Impfstoffhersteller und wurden ab 1997 in verschiedene Einzelfirmen aufgeteilt, die teilweise verkauft wurden (siehe auch Dade Behring, CSL Behring, Novartis, Sanofi-Aventis, Pharmaserv).
Nachdem Emil von Behring 1917 gestorben war, wurde er in einem Mausoleum im Wald bei Marbach beigesetzt, welches man heute noch von außen besichtigen kann.

### Verkehr
Der Stadtteil Marbach ist – bedingt durch Größe und Nähe zur Kernstadt – in das Liniennetz der Stadtbusse integriert. Der Marbacher Weg ist als Hauptausfallstraße aus der Innenstadt Richtung Westen und als Zufahrt zu den ehemaligen Behringwerken eine der meist befahrenen Straßen Marburgs. Wegen des starken Verkehrsaufkommens ist seit Jahren ein Tunnelbau in der öffentlichen Debatte, der einen großen Teil des Straßenverkehrs in Höhe der Behringwerke ins Lahntal ableiten soll. Diese Vorstellung von einem Marbach-Tunnel ist sehr umstritten und wird kommunalpolitisch zurzeit nicht weiter verfolgt.
Seit 2006 wurde der Marbacher Weg grundsaniert, weshalb er für den Autoverkehr bis Ende Oktober 2007 gesperrt war.

### Unternehmen
In Marbach befinden sich neben den Behringwerken eine Apotheke, eine Tankstelle und ein Computerladen. Außerdem gibt es noch zwei Ärzte und drei Bäcker, die in Marbach ansässig sind.
Darüber hinaus befindet sich in Marbach einer von vier Marburger Friedhöfen. Anfang 2015 wurde hier eine neue Urnenwand eröffnet.

## Mit Marbach verbundene Persönlichkeiten
- Hermann Schneider (unbekannt–1868), Gutsbesitzer, Bürgermeister und Abgeordneter der kurhessischen Ständeversammlung, wurde hier geboren
- Heinrich Schneider (1837–1908), Kommunalpolitiker und Abgeordneter des Kurhessischen Kommunallandtages, wurde hier geboren
- Heinrich Freudenstein (1863–1935), bekannter Imker, Bürgermeister von Marbach von 1919 bis 1934, Erbauer der Volksschule